# Демиданова, Надежда Владимировна
Наде́жда Влади́мировна Демида́нова (в девичестве Маслобо́йщикова (род. 9 сентября 1954, Кимры, СССР) — советская спортсменка, чемпион мира по спортивной акробатике. Заслуженный мастер спорта СССР (1978).

## Биография
Занималась акробатикой в Тольятти у Виталия Гройсмана.
В 1980 году закончила Краснодарский государственный институт физической культуры по специальности «преподаватель физической культуры». Работает в Тольятти, в гимназии № 9 учителем физкультуры. В той же гимназии на той же должности работает и другая победительница тех же чемпионатов мира Тамара Ипатова.
В 1974 году Куйбышевской студией телевидения был выпущен документальный фильм «Надежда», посвящённый Надежде Маслобойщиковой и её тренеру, Виталию Гройсману. Также имя Надежды Маслобойщиковой занесено на мемориальный «Символ спортивной славы Тольятти», открытый в декабре 2016 года.

## Достижения
Победительница чемпионата СССР по спортивной акробатике 1971 года.
На чемпионате СССР 1972 года в Тбилиси Надежда Маслобойщикова и Людмила Гуляева впервые в мире исполнили двойное сальто назад. Однако оценка Надежды была выше — 10 баллов против 9,8 у Людмилы, поэтому официально считается, что именно Надежда Маслобойщикова первой среди женщин исполнила это упражнение.
В 1974 году Надежда победила на чемпионате РСФСР, СССР, завоевала кубок СССР. На проходившем в Москве в том же году первом чемпионате мира по спортивной акробатике Надежда Маслобойщикова выиграла все соревнования, завоевав золотые медали как в многоборье, так и в отдельных упражнениях.
В 1975 году Надежда победила на Кубке СССР и на первом кубке мира по спортивной акробатике в Виднау в Швейцарии.
На втором чемпионате мира, проходившем в 1976 году в ФРГ, Надежда стала второй в многоборье и первом упражнении и победительницей во втором упражнении. В том же году Надежда выиграла чемпионат СССР в прыжках на батуте.
В 1977 году завоевала кубок СССР по спортивной акробатике и три золотых медали чемпионата СССР.
Заслуженный мастер спорта СССР (знак № 2422 от 22.02.1978).